# 나메리카와역
나메리카와역(일본어: 滑川駅, なめりかわえき)은 일본 도야마현 나메리카와시에 있는 아이노카제토야마 철도·도야마 지방 철도의 철도역이다.

## 역 구조

### 아이노카제토야마 철도
2면 3선 구조의 지상역으로, 승강장은 구름다리로 연결되어 있다. 도야마 지방 철도부가 관리하는 직영역이다.

#### 승강장
| 1   | ■ 아이노카제토야마 철도선 | 하행 | 우오즈 · 도마리 · 이토이가와 방면 |
| 2·3 | ■ 아이노카제토야마 철도선 | 상행 | 도야마 · 가나자와 방면            |

### 도야마 지방 철도
단식 1면 1선 구조의 지상역이며, 무인역이다.

## 역세권 정보
- 나메리카와시청사
- 나메리카와 시립 도서관

## 역사

### 아이노카제토야마 철도
- 1908년 11월 16일: 관설철도 (뒷날의 일본국유철도) 도야마 역 ~ 우오즈 역 구간 개통과 동시에 개업.
- 1987년 4월 1일: 민영화에 따라 일본국유철도 나메리카와 역이 서일본 여객철도의 소속이 되었다.
- 2015년
  - 3월 14일: 호쿠리쿠 신칸센의 연장 개통으로 서일본 여객철도의 나메리카와 역이 아이노카제토야마 철도로 소속이 이관되었다.
  - 3월 26일: ICOCA 도입.

### 도야마 지방 철도
- 1913년 6월 25일 - 다테야마 경편 철도 (뒷날의 다테야마 철도)가 노선을 개업하여 환승역이 되었다.
- 1931년 4월 6일 - 도야마 전기 철도가 다테야마 전기 철도를 인수했다.
- 1943년 1월 1일 - 도야마 전기 철도가 도야마 지방 철도로 이름을 바꾸었다.

## 인접역
| 아이노카제토야마 철도 ■ 아이노카제토야마 철도선 | 아이노카제토야마 철도 ■ 아이노카제토야마 철도선 | 아이노카제토야마 철도 ■ 아이노카제토야마 철도선 |
| ----------------------------------------------- | ----------------------------------------------- | ----------------------------------------------- |
| 도야마 가나자와 방면                            | 아이노카제 라이너                               | 우오즈 도마리 방면                              |
| 미즈하시 도야마 방면                            | 보통                                            | 히가시나메리카와 이토이가와 방면                |
| 도야마 지방 철도 본선                           |                                                 |                                                 |
| 나카나메리카와 덴테쓰토야마 방면                | ■ 쾌속급행·■급행                                | 덴테쓰우오즈1 우나즈키온센 방면                 |